# Fonds national de la microfinance
 (décembre 2021).
Si vous disposez d'ouvrages ou d'articles de référence ou si vous connaissez des sites web de qualité traitant du thème abordé ici, merci de compléter l'article en donnant les références utiles à sa vérifiabilité et en les liant à la section « Notes et références ».
Le Fonds national de la Microfinance (FNM) est un établissement public béninois à caractère social, culturel et scientifique doté d'une personnalité juridique et d’une autonomie de gestion administrative et financière. crée en 2006 par un décret, il est placé sous la tutelle du Ministre chargé des Affaires sociales et de la Microfinance avec pour objectif d'apporter des fonds et des subventions aux populations notamment aux plus pauvres.

## Missions
le fond a plusieurs objectifs dont entre autres
- refinancer et mettre en place des lignes de crédit au profit des partenaires stratégiques;
- garantir et bonifier les prêts tant au profit des partenaires stratégiques que des populations ;
- accorder des appuis institutionnels et renforcer les capacités des partenaires stratégiques.